# Benedict Joseph Flaget
Benedict Joseph Flaget PSS (ur. 7 listopada 1763 w Contournat we Francji, zm. 11 lutego 1850 w Louisville, Kentucky) – amerykański duchowny katolicki pochodzenia francuskiego, jeden z pierwszych organizatorów struktur Kościoła katolickiego w Stanach Zjednoczonych, ordynariusz Bardstown w latach 1808-1850.

## Młodość i kapłaństwo
Był pogrobowcem, a matka zmarła gdy miał dwa lata. Małym Benedictem i jego dwójką braci opiekowała się ciotka. Po pewnym czasie zostali przyjęci na naukę u wuja, kanonika Benoit Flageta w Billom. Kształcił się tam w miejscowym kolegium, a także na Uniwersytecie w Clermont. W owym czasie wstąpił do Zgromadzenia Sulpicjan i w 1783 stał się ich pełnoprawnym członkiem. Święcenia kapłańskie otrzymał 1 czerwca 1788 w Issy, gdzie jego ówczesnym superiorem był późniejszy apostoł Michigan Gabriel Richard. Tuż po święceniach młody kapłan został wykładowcą teologii dogmatycznej w Nantes, a następnie w Angers. Wybuch Rewolucji francuskiej i w związku z tym zamknięcie uczelni katolickich, sprawiło iż o. Flaget postanowił poświęcić się misjom w Stanach Zjednoczonych. Po otrzymaniu pozwolenia od przełożonych wyruszył w styczniu 1792 na kontynent amerykański. Jego towarzyszami byli ks. John Baptist Mary David PSS (jego przyszły koadiutor w Bardstown) i subdiakon Stephen Badin. 29 marca 1792 dotarli oni do celu swej wyprawy. Pierwszym wyzwaniem przed młodym duszpasterzem była nauka języka angielskiego (pod kierunkiem swych braci zakonnych). Abp John Carroll SJ postanowił przetestować jego poświęcenie i skierował go do pracy w Fort Vincennes w Indianie, gdzie miał być misjonarzem wśród miejscowych Indian i proboszczem fortu (lata 1792-1795). Dotarłszy do celu podjął się energicznej pracy duszpasterskiej i edukacyjnej (założył bibliotekę, która jest najstarszą w stanie Indiana, otoczył troską duszpasterską Indian i wielu z nich ochrzcił). Mimo owocnej pracy i szacunku jaki zdobył, przez swe władze zakonne sprowadzony został do Marylandu, gdzie miał zostać wykładowcą na Georgetown University. W latach 1798–1801 przebywał wśród swych braci zakonnych na Kubie. Celem wyprawy było założenie tam kolegium swego zakonu, ale spotkało się to ze sprzeciwem miejscowego duchowieństwa. Sulpicjanie mieli zakaz wykonywania kapłańskich funkcji aż do śmierci miejscowego arcybiskupa we wrześniu 1799. Podczas pobytu na wyspie nabawił się żółtej febry. Po wyzdrowieniu działał jako opiekun syna bogatego Hiszpana. Do Baltimore powrócił w listopadzie 1801, przywożąc ze sobą dwudziestu trzech młodych ludzi, którzy chcieli kształcić się w Georgetown. Kolejne lata życia o. Flaget spędził jako wykładowca. Około roku 1804 wysłał petycję do Rzymu, chciał bowiem wstąpić do jednego z najcięższych zakonów katolickich, Zgromadzenia Trapistów. Mimo kilkukrotnych starań i wypraw do Europy, pozwolenia nie otrzymał. W tym czasie została bowiem ogłoszona jego nominacja biskupia.

## Biskup Bardstown
8 kwietnia 1808, po reorganizacji struktur kościelnych w USA, o. Flaget został mianowany pierwszym ordynariuszem nowo utworzonej diecezji z siedzibą w Bardstown w Kentucky. Była to największa diecezja amerykańska, jaką kiedykolwiek utworzono. Obejmowała obecne stany Kentucky, Ohio, Tennessee, Michigan, Illinois, Missouri i Indiana. Dziś na tych terenach istnieje 35 diecezji. Sakrę otrzymał dopiero dwa lata później, po powrocie z Europy w listopadzie 1810. Szafarzem święceń by abp John Carroll, wraz z towarzyszeniem ordynariuszy Bostonu i Filadelfii. Do Bardstown przybył w czerwcu 1811. Mimo ogromnej powierzchni diecezja obejmowała siedmiu kapłanów i dziesięciu kaplic. Istniało więc zapotrzebowanie na misjonarzy, których bp Flaget poszukiwał w całej Europie. Jedną z jego pierwszych decyzji było utworzenie seminarium duchownego, które kształciłoby kandydatów z miejscowej ludności. Podczas swej pierwszej wyprawy pasterskiej do Indiany i Illinois udzielił bierzmowania 1275 osobom. Jego owocna praca została zauważona w Rzymie, większość biskupów amerykańskich mianowanych przez kolejne dwadzieścia lat dostąpiło tej godności za radą bpa Flageta. W roku 1819 poświęcił swą katedrę w Bardstown, w tym samym roku konsekrował również swego pierwszego biskupa-koadiutora J.B.M. Davida. W kolejnych latach poświęcił się pracy duszpasterskiej wśród Indian, zorganizował pierwszy synod diecezjalny, brał udział w pracach synodów prowincjonalnych w Baltimore. W 1832 bp Flaget zrezygnował z rządów diecezją, ordynariuszem został automatycznie bp David, a jeden z księży Guy Ignatius Chabrat PSS miał zostać jego koadiutorem. Po wielu protestach zarówno ze strony duchownych i wiernych, Flaget został przywrócony na swój urząd. Bp Chabrat został ostatecznie konsekrowany w 1834 i pozostał koadiutorem do śmierci w 1847. Lata 30. i 40. przyniosły dalszy rozwój Kościoła na zachodnich ziemiach. Założone zostały różne instytucje religijne w tym cztery szkoły, dwa klasztory, wspólnoty zakonne i kapłańskie. Dzięki osobistemu zaangażowaniu bpa Flageta zaczęły powstawać nowe diecezje, co ułatwiało zarządzanie tak ogromnymi terenami. Już w 1822 powstała diecezja Cincinnati dla ziem północnych, a w 1838 diecezja Nashville dla południowych terenów. Lata 1835-1839 spędził w Europie (Francja i Włochy) i działał tam na rzecz swej diecezji oraz propagowania wiary. Odwiedził 46 diecezji i wszędzie pozostawił opinię człowieka świętego. Po powrocie do kraju siedziba diecezji przeniesiona została do Louisville (13 lutego 1841), a bp Flaget powoli zaczął wycofywać się z życia publicznego z powodu wieku i słabego zdrowia. Jedną z ostatnich decyzji była budowa, na własny koszt, nowego klasztoru i szpitala. W 1848 sprowadził do diecezji Trapistów, a ukoronowaniem jego życia była konsekracja nowego koadiutora, młodego miejscowego kapłana Martina Spaldinga, który został jego następcą. Zdążył jeszcze położyć kamień węgielny pod budowę katedry w Louisville, po czym umarł w wieku 87 lat. Pochowany został w krypcie katedralnej.